# Palmer Taylor
Palmer Taylor (* 13. September 1992 in Welland) ist eine ehemalige kanadische Snowboarderin. Sie startete in der Disziplin Halfpipe.

## Werdegang
Taylor siegte im März 2006 beim Nor-Am-Cup im Mount St. Louis Moonstone und gewann bei den Burton Canadian Open in Calgary im Februar 2009. Im selben Monat nahm sie im Cypress Mountain erstmals am Snowboard-Weltcup teil, wobei sie den 24. Platz errang. Bei den Juniorenweltmeisterschaften 2009 in Nagano kam sie auf den 17. Platz. In der Saison 2009/10 erreichte sie im Stoneham mit dem siebten Platz ihre beste Platzierung im Weltcup und zum Saisonende mit dem 25. Platz im Halfpipe-Weltcup ihr bestes Gesamtergebnis. Zudem wurde sie kanadische Meisterin und kam bei ihrer einzigen Olympiateilnahme im Februar 2010 in Vancouver auf den 26. Platz. In der folgenden Saison errang sie bei den Juniorenweltmeisterschaften 2010 in Cardrona den fünften Platz und bei den Snowboard-Weltmeisterschaften 2011 in La Molina den 24. Platz. Ihren sechsten und damit letzten Weltcup absolvierte sie im Februar 2012 im Stoneham, welchen sie auf dem zehnten Platz beendete.

## Teilnahmen an Weltmeisterschaften und Olympischen Winterspielen

### Olympische Spiele
- 2010 Vancouver: 26. Platz Halfpipe

### Weltmeisterschaften
- 2011 La Molina: 24. Platz Halfpipe

## Weltcup-Gesamtplatzierungen
| Saison  | Gesamt/Freestyle | Gesamt/Freestyle | Halfpipe | Halfpipe |
| Saison  | Punkte           | Platz            | Punkte   | Platz    |
| ------- | ---------------- | ---------------- | -------- | -------- |
| 2008/09 | 210              | 121.             | 210      | 48.      |
| 2009/10 | 620              | 82.              | 620      | 25.      |
| 2011/12 | 260              | 39.              | 260      | 30.      |